# Trichoglottis tricostata
Trichoglottis tricostata är en orkidéart som beskrevs av Johannes Jacobus Smith. Trichoglottis tricostata ingår i släktet Trichoglottis och familjen orkidéer. Inga underarter finns listade i Catalogue of Life.